# Rodengo-Saiano
Rodengo-Saiano é uma comuna italiana da região da Lombardia, província de Bréscia, com cerca de 7.497 habitantes. Estende-se por uma área de 12 km², tendo uma densidade populacional de 625 hab/km². Faz fronteira com Castegnato, Gussago, Monticelli Brusati, Ome, Paderno Franciacorta, Passirano.

## Demografia
| Variação demográfica do município entre 1861 e 2011                               |
|                                                                                   |
| Fonte: Istituto Nazionale di Statistica (ISTAT) - Elaboração gráfica da Wikipedia |